# Funisciurus leucogenys
Funisciurus leucogenys — вид гризунів родини Sciuridae. Зустрічається в Беніні, Камеруні, Центральноафриканській Республіці, Екваторіальній Гвінеї, Гані, Нігерії та Того. Її природні середовища існування — субтропічні або тропічні вологі низинні ліси та субтропічні або тропічні вологі гірські ліси.

## Характеристики
F. leucogenys досягає середньої довжини голови й тулуба від 18,1 до 22,5 сантиметрів, а довжина хвоста — від 15,1 до 17,8 сантиметрів. Вона важить приблизно від 170 до 300 грамів. Задні лапи мають довжину від 49 до 54 міліметрів, а вуха — від 18 до 21 міліметра. Це вивірка середнього розміру з сіро-коричневим або коричнево-чорним хутром на спині. Плечі жовтувато-коричневі, а з кожного боку тіла тварини мають білувато-жовту смугу, яка іноді розчиняється в плями. Хутро на животі блідо-оранжево-червоне. Щоки та частини голови яскраво-оранжево-червоні, на маківці тварини мають чорні цятки. Вуха зовні округлі та чорні, часто мають темну пляму за вухами (постауркулярну пляму). Стегна та передні лапи сірі, задні лапи помітно міцнішої будова, ніж передні. Хвіст пухнастий з довгим волоссям, чорним або коричнево-чорним з білими кінчиками зверху та червоним знизу.

## Спосіб життя
F. leucogenys живе переважно в густих і чагарникових нижніх ярусах дерев тропічного лісу та в залишкових лісах савани тропічного лісу. Вона зустрічається майже виключно у відносно непорушених або злегка порушених районах первинних лісів. Цей вид був зареєстрований у низинних та гірських тропічних вологих лісах. Це наземний та нічний вид. Існує мало додаткових деталей щодо природної історії цього виду.